# 개기로
개기로(Gaegi-ro)는 전라남도 화순군 이양면 금능교차로에서 보성군 복내면을 잇는 전라남도의 도로이다. 

## 연혁
- 2009년 7월 3일 : 2개 이상 시·군에 걸쳐 있는 광역도로로 개기로를 고시[1]

## 주요 경유지
전라남도
- 화순군 (이양면) - 보성군 (복내면)

## 노선
| 이름            | 접속 노선                   | 소재지 | 소재지 | 비고 |
| --------------- | --------------------------- | ------ | ------ | ---- |
| 금능 교차로     | 국도 제29호선 (화보로)      | 화순군 | 이양면 |      |
| 강성교          |                             | 화순군 | 이양면 |      |
| 용빈교          |                             | 화순군 | 이양면 |      |
| 장치재          |                             | 화순군 | 이양면 |      |
| (이름없음)      | 지방도 제843호선 (쌍산의로) | 화순군 | 이양면 |      |
| 개기재          |                             | 화순군 | 이양면 |      |
| 화령교          |                             | 보성군 | 복내면 |      |
| 원봉교          |                             | 보성군 | 복내면 |      |
| 복내사거리      | 국도 제18호선 (송재로)      | 보성군 | 복내면 |      |
| 복내3교         |                             | 보성군 | 복내면 |      |
| (이름없음)      | 율어로                      | 보성군 | 복내면 |      |
| 보성강로와 직결 |                             |        |        |      |

## 주요 건물 및 시설
- 복내우체국 (개기로 1658/복내리 435-16)
- 복내면 행정복지센터 (개기로 1670/복내리 435-30)